# Stephan Weyer-Menkhoff
Stephan Weyer-Menkhoff (* 27. Oktober 1953 in Berlin) ist ein deutscher evangelischer Theologe. Er ist Professor für Praktische Theologie an der Universität Mainz mit dem Forschungsschwerpunkt Ästhetik.

## Leben
Weyer-Menkhoff studierte in Göttingen Evangelische Theologie. Von 1980 bis 1985 war er Lehrer in Niedersachsen, 1985–1989 Pastor in Bevern (Evangelisch-Lutherische Landeskirche Hannovers). 1987 wurde er im Fach Praktische Theologie in Göttingen promoviert. 1989–1994 war er Studienleiter am Theologischen Studienseminar der VELKD Pullach, 1994–1997 Leiter der Religionspädagogischen Arbeitsstelle in Bremerhaven. 1997 habilitierte er sich in Göttingen und ist seit demselben Jahr Professor in Mainz.
Weyer-Menkhoff ist verheiratet, hat vier Kinder und lebt in Bacharach.

## Forschungsthemen
Weyer-Menkhoff arbeitet über Gestaltpädagogik, Ästhetik, Raum und Ritual. Er ist unter anderem Sprecher des DFG-Graduiertenkollegs Raum und Ritual, Kirchenbau und kirchliche Kunst.
Weyer-Menkhoff betreibt Forschungsprojekte zu Ritual, in diesem Themenfeld ist er unter anderem Mitherausgeber eines Handbuchs, Raum, Didaktik, Bildungstheorie, und Kirchenbau.

## Publikationen
- Aufklärung und Offenbarung. Zur Systematik der Theologie Albrecht Ritschls. Vandenhoeck u. Ruprecht, Göttingen 1988.
- Wozu wird christliche Religion unterrichtet? Ein Diskurs zur Notwendigkeit ästhetischer Vermittlung. Lit, Münster 1999.
- Die Kirchen im Mittelrheintal. Imhof, Petersberg 2004 (zusammen mit A. Metzing/M. Imhof).
- Vom verlorenen Sohn. Sündiger Mensch und rechtfertigender Gott. Verortungen im suizidalen Feld. Evangelische Verlagsanstalt GmbH, Leipzig 2020.[2]